# Bandō Sanjūsankasho
Der Bandō Sanjūsankasho (jap. 坂東三十三箇所) ist eine Pilgerreise, die der Gottheit Kannon gewidmet ist und 33 buddhistische Tempel umfasst. Frei übersetzt heißt er „Die 33 Tempel der Kantō-Region“.

## Der Pilgerweg
Der Pilgerweg beginnt am Tempel Sugimoto-dera in Kamakura, Präfektur Kanagawa und endet nach 1300 km am Tempel Nago-ji in Tateyama, Präfektur Chiba. Die Pilgerreis besteht
aus dem Besuch von 33 Tempeln, die der Gottheit Kannon gewidmet sind. In der Lotus-Sutra erscheint Kannon in 33 verschiedenen Manifestationen. Die Statuen der Tempel zeigen jedoch nicht alle diese Manifestationen. Am häufigsten sind die 11-köpfige Kannon und die 1000-armige Kannon.
Der Bandō Pilgerweg entstand vermutlich im 13. oder 14. Jahrhundert. Der Anfang der Pilgerwege geht auf Minamoto no Yoritomo und seinen Sohn Sanetomo zurück.
Der Besuch der 33 Tempel gilt als große Hingabe zum Buddhismus. Der Besuch der Tempel in einer fest vorgegebenen Reihenfolge soll einen vor der Hölle bewahren und ewiges Leben geben. Er war ursprünglich nur für Männer gedacht. Heutzutage dürfen ihn auch Frauen gehen. Sie stellen heute den Großteil aller Pilger. Auch ist der Pilgerweg mittlerweile vollständig kommerzialisiert. Die Tempel bestreiten dadurch einen Teil ihrer Einnahmen.
Die Pilger hinterlassen bei ihrem Besuch ein Stück Papier oder einen kleinen Sticker, als Beweis für ihren Besuch. In vielen Tempeln sieht man diese Sticker an Holzpfeilern und an Wänden. Zudem wird ein Pilgerbuch geführt, in dem bei jedem Tempel ein Stempel eintragen wird. Ist das Pilgerbuch vollständig gestempelt, ist der Pilgerweg komplettiert.
Für Pilger, die den Pilgerweg aus zeitlichen oder gesundheitlichen Gründen nicht gehen können, gibt es Mini-Pilgerwege; zum Beispiel auf dem Gelände des Ishiyama-dera. Hier findet man 33 Abbildungen der einzelnen Pilgerstationen. Nach dem Aufsuchen aller 33 Abbildungen gilt die Pilgerreise als absolviert.

## Liste der 33 Tempel
| Nr. | Tempel        | Kanji  | Hauptbildnis (honzon)                       | Ort                  | Präfektur |
| --- | ------------- | ------ | ------------------------------------------- | -------------------- | --------- |
| 1   | Sugimoto-dera | 杉本寺 | 11-köpfige Kannon                           | Kamakura             | Kanagawa  |
| 2   | Hōkai-ji      | 宝戒寺 | 11-köpfige Kannon                           | Zushi                | Kanagawa  |
| 3   | An’yō-in      | 安養院 | 1000-armige Kannon                          | Kamakura             | Kanagawa  |
| 4   | Hase-dera     | 長谷寺 | 11-köpfige Kannon                           | Kamakura             | Kanagawa  |
| 5   | Shōfuku-ji    | 勝福寺 | 11-köpfige Kannon                           | Odawara              | Kanagawa  |
| 6   | Chōkoku-ji    | 長谷寺 | 11-köpfige Kannon                           | Atsugi               | Kanagawa  |
| 7   | Kōmyō-ji      | 光明寺 | Shōkannon                                   | Hiratsuka            | Kanagawa  |
| 8   | Shōkoku-ji    | 星谷寺 | Shōkannon                                   | Zama                 | Kanagawa  |
| 9   | Jikō-ji       | 慈光寺 | 11-köpfige, 1000-armige, 1000-äugige Kannon | Tokigawa, Hiki-gun   | Saitama   |
| 10  | Shōbō-ji      | 正法寺 | 1000-armige Kannon                          | Higashimatsuyama     | Saitama   |
| 11  | Anraku-ji     | 安楽寺 | Shōkannon                                   | Yoshimi              | Saitama   |
| 12  | Jion-ji       | 慈恩寺 | 1000-armige Kannon                          | Iwatsuki-ku, Saitama | Saitama   |
| 13  | Sensō-ji      | 浅草寺 | Shōkannon                                   | Taitō (Tokio)        | Tokio     |
| 14  | Gumyō-ji      | 弘明寺 | 11-köpfige Kannon                           | Minami-ku, Yokohama  | Kanagawa  |
| 15  | Chōkoku-ji    | 長谷寺 | 11-köpfige Kannon                           | Takasaki             | Gunma     |
| 16  | Mizusawa-dera | 水澤寺 | 1000-armige Kannon                          | Shibukawa            | Gunma     |
| 17  | Mangan-ji     | 満願寺 | 1000-armige Kannon                          | Tochigi              | Tochigi   |
| 18  | Chūzen-ji     | 中禅寺 | 1000-armige Kannon                          | Nikkō                | Tochigi   |
| 19  | Ōya-ji        | 大谷寺 | 1000-armige Kannon                          | Utsunomiya           | Tochigi   |
| 20  | Saimyō-ji     | 西明寺 | 11-köpfige Kannon                           | Mashiko, Haga-gun    | Tochigi   |
| 21  | Nichirin-ji   | 日輪寺 | 11-köpfige Kannon                           | Daigo, Kuji-gun      | Ibaraki   |
| 22  | Satake-ji     | 佐竹寺 | 11-köpfige Kannon                           | Hitachi-Ōta          | Ibaraki   |
| 23  | Shōfuku-ji    | 正福寺 | 11-köpfige, 1000-armige, 1000-äugige Kannon | Kasama               | Ibaraki   |
| 24  | Rakuhō-ji     | 楽法寺 | Enmei Kannon                                | Sakuragawa           | Ibaraki   |
| 25  | Ōmi-dō        | 大御堂 | 11-köpfige Kannon                           | Tsukuba              | Ibaraki   |
| 26  | Kiyotaki-ji   | 清瀧寺 | Shōkannon                                   | Tsuchiura            | Ibaraki   |
| 27  | Empuku-ji     | 圓福寺 | 11-köpfige Kannon                           | Chōshi               | Chiba     |
| 28  | Ryūshō-in     | 龍正院 | 11-köpfige Kannon                           | Narita               | Chiba     |
| 29  | Chiba-dera    | 千葉寺 | 11-köpfige Kannon                           | Chūō-ku, Chiba       | Chiba     |
| 30  | Kōzō-ji       | 高蔵寺 | Shōkannon                                   | Kisarazu             | Chiba     |
| 31  | Kasamori-ji   | 笠森寺 | 11-köpfige Kannon                           | Chōnan, Chosei-gun   | Chiba     |
| 32  | Kiyomizu-dera | 清水寺 | 1000-armige Kannon                          | Isumi                | Chiba     |
| 33  | Nago-ji       | 那古寺 | 1000-armige Kannon                          | Tateyama             | Chiba     |

## Weitere Pilgerwege
Der Bandō Sanjūsankasho ist einer von über 70 verschiedenen Pilgerwegen, die Kannon gewidmet sind. Zwei weitere sehr bekannte Wege sind der Saigoku Sanjūsansho (33 Tempel) in der Kansai-Region und der Chichibu Sanjūyonkasho in der Chichibu-Region (34 Tempel).

## Herkunft der Zahl 33
Eine Theorie sagt, das sich die Zahl 33 auf die buddhistische Mythologie des Berges Meru (im Japanischen: Shumisen, 須弥山) bezieht. Auf dem Berg und in dem ihn umgebenden Gebirge leben 33 Gottheiten, die die Welt beschützen. Acht Götter für jede der vier Himmelsrichtungen und den Hauptgott Taishakuten, dessen Palast Zenkenjō (善見城) auf dem Gipfel des Berges Shumisen steht.